# 부산국악원
국립부산국악원(國立釜山國樂院, National Center for Korean Traditional Performing Arts in Busan)은 국립국악원의 소속기관이다. 2008년 10월 8일 발족하였으며, 부산광역시 부산진구 국악로2에 위치하고 있다. 원장은 학예연구관으로 보한다.
대지 21,359m2, 연면적 20,324m2에 두 개의 실내 공연장(연악당·예지당)과 야외마당, 교육연습시설, 사무관리시설, 한국정원, 벽천광장 등을 갖추고 있으며, 서울 본원과 동일하게 전속 국악연주단을 운영하고 있다.
부산국악원의 부지는 과거 캠프 하야리아 바로 앞 미군 장교 숙소로 사용되었으며, 1999년 12월 부지가 반환되었다. 이후 2002년 국립부산국악원 건립이 확정되었고, 2004년에 착공하여 2008년 완공하였다.

## 시설
- 연악당(대극장)
  - 장애인석 8석을 포함한 698석의 시설을 갖추고 있다.
  - 전통악기인 용고를 형상화해서 설계하였다.

- 예지당(소극장)
  - 장애인석 3석을 포함한 276석의 시설을 갖추고 있다

- 벽천광장(야외공연장)
  - 약 300명을 수용할 수 있는 야외시설.
  - 가야금을 형상화 해서 설계하였다.

- 한국정원
  - 연악당 옆에 위치한 녹지시설

## 조직

### 원장
- 행정지원과[1]
- 장악과[2]
- 국악연주단